# Sativanorte

Localização de Sativanorte no departamento de Boyacá.

Sativanorte é um município no departamento de Boyacá, na Colômbia.